# Миша земеровка
Мишата земеровка (Suncus murinus) е вид бозайник от семейство Земеровкови (Soricidae). Видът не е застрашен от изчезване.

## Разпространение
Разпространен е в Афганистан, Бангладеш, Бруней, Бутан, Виетнам, Индия, Индонезия, Камбоджа, Китай, Лаос, Малайзия, Мианмар, Непал, Пакистан, Провинции в КНР, Сингапур, Тайван, Тайланд и Шри Ланка. Внесен е в Бахрейн, Гуам, Джибути, Египет, Еритрея, Йемен, Ирак, Кения, Коморски острови, Кувейт, Мавриций, Мадагаскар, Оман, Реюнион, Руанда, Саудитска Арабия, Судан, Танзания, Филипини и Япония.